# Liste der Nummer-eins-Hits in Spanien (2013)
Diese Liste der Nummer-eins-Hits basiert auf den offiziellen Chartlisten (Top 50 Canciones und Top 100 Álbumes) der Productores de Música de España (Promusicae), der spanischen Landesgruppe der IFPI.

## Singles
| ← 2012 ← | Liste der Nummer-eins-Hits in Spanien | Liste der Nummer-eins-Hits in Spanien | Liste der Nummer-eins-Hits in Spanien | 2014 →                    |
| \| Zeitraum \| Wo. ges. \| Interpret \| Titel Autor(en) \| Zusätzliche Informationen \| \| (Zeitraum, Wochen auf Platz eins, Interpret, Titel, Autor[en], zusätzliche Informationen) \| \| \| \| \| \| ----------------------------------------------------------------------------------------- \| -------- \| ---------------------------------- \| ---------------------------------------------------------------------------------------------------------------------------------------------------------------- \| ------------------------- \| \| 18. November 2012 – 3. Februar 2013 12 Wochen \| 12 \| Psy \| Gangnam Style Yoo Gun-hyung, Park Jae-sang \| − \| \| 4. Februar 2013 – 17. Februar 2013 2 Wochen \| 2 \| Pablo Alborán \| El beso \| – \| \| 18. Februar 2013 – 24. Februar 2013 1 Woche \| 1 \| Will.i.am & Britney Spears \| Scream & Shout William Adams, Jean Baptiste, Jef Martens \| – \| \| 25. Februar 2013 – 3. März 2013 1 Woche \| 1 \| Malú con Pablo Alborán \| Vuelvo a verte \| – \| \| 4. März 2013 – 17. März 2013 2 Wochen \| 2 \| Yandar y Yostin feat. Andy Riviera \| Te pintaron pajaritos \| – \| \| 18. März 2013 – 7. April 2013 3 Wochen \| 3 \| Pink \| Try Mike Busbee, Ben West \| – \| \| 8. April 2013 – 5. Mai 2013 4 Wochen \| 4 \| Pitbull feat. Christina Aguilera \| Feel This Moment Armando C. Perez, Christina Aguilera, Nasri Atweh, Adam Messinger, Urales Vargas, Nolan Lambroza; Magne Furuholmen, Morten Harket, Pål Waaktaar \| – \| \| 6. Mai 2013 – 12. Mai 2013 1 Woche \| 1 \| Pablo Alborán \| Quién \| – \| \| 13. Mai 2013 – 2. Juni 2013 3 Wochen (insgesamt 6) \| 6 \| Daft Punk feat. Pharrell Williams \| Get Lucky Nile Rodgers, Thomas Bangalter, Guy-Manuel de Homem-Christo, Pharrell Williams \| – \| \| 3. Juni 2013 – 14. Juli 2013 6 Wochen \| 6 \| Dani Martín \| Cero \| – \| \| 15. Juli 2013 – 4. August 2013 3 Wochen (insgesamt 6) \| 6 \| Daft Punk feat. Pharrell Williams \| Get Lucky Nile Rodgers, Thomas Bangalter, Guy-Manuel de Homem-Christo, Pharrell Williams \| – \| \| 5. August 2013 – 11. August 2013 1 Woche \| 1 \| Robin Thicke feat. T.I. & Pharrell \| Blurred Lines Robin Thicke, Clifford Harris Jr., Pharrell Williams \| – \| \| 12. August 2013 – 24. August 2013 1 Woche \| 1 \| Lady Gaga \| Applause Stefani Germanotta, Paul Blair \| – \| \| 25. August 2013 – 13. Oktober 2013 8 Wochen \| 8 \| Avicii \| Wake Me Up Tim Bergling, Mike Einziger, Aloe Blacc, Ash Pournouri \| – \| \| 14. Oktober 2013 – 27. Oktober 2013 2 Wochen \| 2 \| Por ellas \| Color esperanza Coti, Diego Torres, Cachorro López \| – \| \| 28. Oktober 2013 – 3. November 2013 1 Woche \| 1 \| Lady Gaga \| Venus Stefani Germanotta, Sun Ra, Paul Blair, Hugo Leclercq, Dino Zisis, Nick Monson \| – \| \| 4. November 2013 – 10. November 2013 1 Woche \| 1 \| Lady Gaga \| Dope Stefani Germanotta, Paul Blair, Dino Zisis, Nick Monson \| – \| \| 11. November 2013 – 17. November 2013 1 Woche (insgesamt 4) \| 4 \| Miley Cyrus \| Wrecking Ball Stephan Moccio, Lukasz Gottwald, Sacha Skarbek, Henry Russell Walter, Maureen Ann McDonald \| – \| \| 12. November 2013 – 24. November 2013 2 Wochen \| 2 \| One Direction \| Story of My Life John Ryan, Julian Bunetta, Jamie Scott, Harry Styles, Liam Payne, Louis Tomlinson, Niall Horan, Zayn Malik \| – \| \| 25. November 2013 – 15. Dezember 2013 3 Wochen \| 3 \| Miley Cyrus \| Wrecking Ball Stephan Moccio, Lukasz Gottwald, Sacha Skarbek, Henry Russell Walter, Maureen Ann McDonald \| – \| \| 16. Dezember 2013 – 22. Dezember 2013 1 Woche \| 1 \| Kiko Rivera \| Así soy yo \| – \| \| 23. Dezember 2013 – 29. Dezember 2013 1 Woche \| 1 \| One Direction \| Story of My Life John Ryan, Julian Bunetta, Jamie Scott, Harry Styles, Liam Payne, Louis Tomlinson, Niall Horan, Zayn Malik \| – \| \| 30. Dezember 2013 – 12. Januar 2014 2 Wochen \| 2 \| Avicii \| Hey Brother Tim Bergling, Ash Pournouri, Salem Al Fakir, Vincent Pontare \| – \| |                                       |                                       | |                           |
| ← 2012 |                                       |                                       | | → 2014 →                  |
| Zeitraum | Wo. ges.                              | Interpret                             | Titel Autor(en) | Zusätzliche Informationen |
| (Zeitraum, Wochen auf Platz eins, Interpret, Titel, Autor[en], zusätzliche Informationen) |                                       |                                       | |                           |
| 18. November 2012 – 3. Februar 2013 12 Wochen | 12                                    | Psy                                   | Gangnam Style Yoo Gun-hyung, Park Jae-sang | −                         |
| 4. Februar 2013 – 17. Februar 2013 2 Wochen | 2                                     | Pablo Alborán                         | El beso | –                         |
| 18. Februar 2013 – 24. Februar 2013 1 Woche | 1                                     | Will.i.am & Britney Spears            | Scream & Shout William Adams, Jean Baptiste, Jef Martens | –                         |
| 25. Februar 2013 – 3. März 2013 1 Woche | 1                                     | Malú con Pablo Alborán                | Vuelvo a verte | –                         |
| 4. März 2013 – 17. März 2013 2 Wochen | 2                                     | Yandar y Yostin feat. Andy Riviera    | Te pintaron pajaritos | –                         |
| 18. März 2013 – 7. April 2013 3 Wochen | 3                                     | Pink                                  | Try Mike Busbee, Ben West | –                         |
| 8. April 2013 – 5. Mai 2013 4 Wochen | 4                                     | Pitbull feat. Christina Aguilera      | Feel This Moment Armando C. Perez, Christina Aguilera, Nasri Atweh, Adam Messinger, Urales Vargas, Nolan Lambroza; Magne Furuholmen, Morten Harket, Pål Waaktaar | –                         |
| 6. Mai 2013 – 12. Mai 2013 1 Woche | 1                                     | Pablo Alborán                         | Quién | –                         |
| 13. Mai 2013 – 2. Juni 2013 3 Wochen (insgesamt 6) | 6                                     | Daft Punk feat. Pharrell Williams     | Get Lucky Nile Rodgers, Thomas Bangalter, Guy-Manuel de Homem-Christo, Pharrell Williams                                                                         | –                         |
| 3. Juni 2013 – 14. Juli 2013 6 Wochen | 6                                     | Dani Martín                           | Cero | –                         |
| 15. Juli 2013 – 4. August 2013 3 Wochen (insgesamt 6) | 6                                     | Daft Punk feat. Pharrell Williams     | Get Lucky Nile Rodgers, Thomas Bangalter, Guy-Manuel de Homem-Christo, Pharrell Williams                                                                         | –                         |
| 5. August 2013 – 11. August 2013 1 Woche | 1                                     | Robin Thicke feat. T.I. & Pharrell    | Blurred Lines Robin Thicke, Clifford Harris Jr., Pharrell Williams                                                                                               | –                         |
| 12. August 2013 – 24. August 2013 1 Woche | 1                                     | Lady Gaga                             | Applause Stefani Germanotta, Paul Blair | –                         |
| 25. August 2013 – 13. Oktober 2013 8 Wochen | 8                                     | Avicii                                | Wake Me Up Tim Bergling, Mike Einziger, Aloe Blacc, Ash Pournouri                                                                                                | –                         |
| 14. Oktober 2013 – 27. Oktober 2013 2 Wochen | 2                                     | Por ellas                             | Color esperanza Coti, Diego Torres, Cachorro López | –                         |
| 28. Oktober 2013 – 3. November 2013 1 Woche | 1                                     | Lady Gaga                             | Venus Stefani Germanotta, Sun Ra, Paul Blair, Hugo Leclercq, Dino Zisis, Nick Monson                                                                             | –                         |
| 4. November 2013 – 10. November 2013 1 Woche | 1                                     | Lady Gaga                             | Dope Stefani Germanotta, Paul Blair, Dino Zisis, Nick Monson | –                         |
| 11. November 2013 – 17. November 2013 1 Woche (insgesamt 4) | 4                                     | Miley Cyrus                           | Wrecking Ball Stephan Moccio, Lukasz Gottwald, Sacha Skarbek, Henry Russell Walter, Maureen Ann McDonald                                                         | –                         |
| 12. November 2013 – 24. November 2013 2 Wochen | 2                                     | One Direction                         | Story of My Life John Ryan, Julian Bunetta, Jamie Scott, Harry Styles, Liam Payne, Louis Tomlinson, Niall Horan, Zayn Malik                                      | –                         |
| 25. November 2013 – 15. Dezember 2013 3 Wochen | 3                                     | Miley Cyrus                           | Wrecking Ball Stephan Moccio, Lukasz Gottwald, Sacha Skarbek, Henry Russell Walter, Maureen Ann McDonald                                                         | –                         |
| 16. Dezember 2013 – 22. Dezember 2013 1 Woche | 1                                     | Kiko Rivera                           | Así soy yo | –                         |
| 23. Dezember 2013 – 29. Dezember 2013 1 Woche | 1                                     | One Direction                         | Story of My Life John Ryan, Julian Bunetta, Jamie Scott, Harry Styles, Liam Payne, Louis Tomlinson, Niall Horan, Zayn Malik                                      | –                         |
| 30. Dezember 2013 – 12. Januar 2014 2 Wochen | 2                                     | Avicii                                | Hey Brother Tim Bergling, Ash Pournouri, Salem Al Fakir, Vincent Pontare                                                                                         | –                         |

## Alben
| ← 2012 ← | Liste der Nummer-eins-Hits in Spanien | Liste der Nummer-eins-Hits in Spanien | Liste der Nummer-eins-Hits in Spanien | 2014 → |
| \| Zeitraum \| Wo. ges. \| Interpret \| Titel \| Zusätzliche Informationen \| \| (Zeitraum, Wochen auf Platz eins, Interpret, Titel, zusätzliche Informationen) \| \| \| \| \| \| ------------------------------------------------------------------------------ \| -------- \| ------------------- \| -------------------------------- \| -------------------------------------------------------------------------------------------------------------------------------- \| \| 11. November 2012 – 27. Januar 2013 12 Wochen (insgesamt 28) \| 28 \| Pablo Alborán \| Tanto \| – \| \| 28. Januar 2013 – 3. Februar 2013 1 Woche \| 1 \| Justin Bieber \| Believe Acoustic \| Das Originalalbum war im Juni 2012 bereits zwei Wochen auf Platz eins gewesen, die Akustikversion folgte ein halbes Jahr später. \| \| 4. Februar 2013 – 24. Februar 2013 3 Wochen (insgesamt 28) \| 28 \| Pablo Alborán \| Tanto \| – \| \| 25. Februar 2013 – 3. März 2013 1 Woche \| 1 \| Fangoria \| Cuatricromía \| – \| \| 4. März 2013 – 10. März 2013 1 Woche (insgesamt 28) \| 28 \| Pablo Alborán \| Tanto \| – \| \| 11. März 2013 – 17. März 2013 1 Woche \| 1 \| Bon Jovi \| What About Now \| – \| \| 18. März 2013 – 24. März 2013 1 Woche (insgesamt 3) \| 3 \| Soundtrack \| Violetta – La música es mi mundo \| – \| \| 25. März 2013 – 31. März 2013 1 Woche \| 1 \| Auryn \| Anti Heroes \| – \| \| 1. April 2013 – 14. April 2013 2 Wochen (insgesamt 3) \| 3 \| Soundtrack \| Violetta – La música es mi mundo \| – \| \| 15. April 2013 – 28. April 2013 2 Wochen \| 2 \| Manel \| Atletes, baixin de l'escenari \| – \| \| 29. April 2013 – 19. Mai 2013 3 Wochen (insgesamt 28) \| 28 \| Pablo Alborán \| Tanto \| – \| \| 20. Mai 2013 – 26. Mai 2013 1 Woche \| 1 \| Daft Punk \| Random Access Memories \| – \| \| 27. Mai 2013 – 21. Juli 2013 8 Wochen (insgesamt 28) \| 28 \| Pablo Alborán \| Tanto \| – \| \| 22. Juli 2013 – 18. August 2013 4 Wochen \| 4 \| Marc Anthony \| 3.0 \| – \| \| 19. August 2013 – 25. August 2013 1 Woche (insgesamt 28) \| 28 \| Pablo Alborán \| Tanto \| – \| \| 26. August 2013 – 15. September 2013 3 Wochen \| 3 \| Alejandro Fernández \| Confidencias \| – \| \| 16. September 2013 – 13. Oktober 2013 4 Wochen \| 4 \| Dani Martín \| Dani Martín \| – \| \| 14. Oktober 2013 – 27. Oktober 2013 2 Wochen \| 2 \| Malú \| Sí \| – \| \| 28. Oktober 2013 – 3. November 2013 1 Woche \| 1 \| Manuel Carrasco \| Confieso que he sentido \| – \| \| 4. November 2013 – 10. November 2013 1 Woche \| 1 \| Extremoduro \| Para todos los públicos \| – \| \| 11. November 2013 – 17. November 2013 1 Woche \| 1 \| Sergio Dalma \| Cadore 33 \| Das Album wurde in Mailand aufgenommen und die Adresse des Studios war: Cadore 33. \| \| 18. November 2013 – 24. November 2013 1 Woche (insgesamt 6) \| 6 \| Soundtrack \| Violetta: Hoy somos más \| – \| \| 25. November 2013 – 1. Dezember 2013 1 Woche \| 1 \| One Direction \| Midnight Memories \| – \| \| 2. Dezember 2013 – 8. Dezember 2013 1 Woche \| 1 \| Antonio Orozco \| Dos orillas \| – \| \| 9. Dezember 2013 – 12. Januar 2014 5 Wochen (insgesamt 6) \| 6 \| Soundtrack \| Violetta: Hoy somos más \| – \| |                                       |                                       |                                       | |
| ← 2012 |                                       |                                       |                                       | → 2014 → |
| Zeitraum | Wo. ges.                              | Interpret                             | Titel                                 | Zusätzliche Informationen |
| (Zeitraum, Wochen auf Platz eins, Interpret, Titel, zusätzliche Informationen) |                                       |                                       |                                       | |
| 11. November 2012 – 27. Januar 2013 12 Wochen (insgesamt 28) | 28                                    | Pablo Alborán                         | Tanto                                 | – |
| 28. Januar 2013 – 3. Februar 2013 1 Woche | 1                                     | Justin Bieber                         | Believe Acoustic                      | Das Originalalbum war im Juni 2012 bereits zwei Wochen auf Platz eins gewesen, die Akustikversion folgte ein halbes Jahr später. |
| 4. Februar 2013 – 24. Februar 2013 3 Wochen (insgesamt 28) | 28                                    | Pablo Alborán                         | Tanto                                 | – |
| 25. Februar 2013 – 3. März 2013 1 Woche | 1                                     | Fangoria                              | Cuatricromía                          | – |
| 4. März 2013 – 10. März 2013 1 Woche (insgesamt 28) | 28                                    | Pablo Alborán                         | Tanto                                 | – |
| 11. März 2013 – 17. März 2013 1 Woche | 1                                     | Bon Jovi                              | What About Now                        | – |
| 18. März 2013 – 24. März 2013 1 Woche (insgesamt 3) | 3                                     | Soundtrack                            | Violetta – La música es mi mundo      | – |
| 25. März 2013 – 31. März 2013 1 Woche | 1                                     | Auryn                                 | Anti Heroes                           | – |
| 1. April 2013 – 14. April 2013 2 Wochen (insgesamt 3) | 3                                     | Soundtrack                            | Violetta – La música es mi mundo      | – |
| 15. April 2013 – 28. April 2013 2 Wochen | 2                                     | Manel                                 | Atletes, baixin de l'escenari         | – |
| 29. April 2013 – 19. Mai 2013 3 Wochen (insgesamt 28) | 28                                    | Pablo Alborán                         | Tanto                                 | – |
| 20. Mai 2013 – 26. Mai 2013 1 Woche | 1                                     | Daft Punk                             | Random Access Memories                | – |
| 27. Mai 2013 – 21. Juli 2013 8 Wochen (insgesamt 28) | 28                                    | Pablo Alborán                         | Tanto                                 | – |
| 22. Juli 2013 – 18. August 2013 4 Wochen | 4                                     | Marc Anthony                          | 3.0                                   | – |
| 19. August 2013 – 25. August 2013 1 Woche (insgesamt 28) | 28                                    | Pablo Alborán                         | Tanto                                 | – |
| 26. August 2013 – 15. September 2013 3 Wochen | 3                                     | Alejandro Fernández                   | Confidencias                          | – |
| 16. September 2013 – 13. Oktober 2013 4 Wochen | 4                                     | Dani Martín                           | Dani Martín                           | – |
| 14. Oktober 2013 – 27. Oktober 2013 2 Wochen | 2                                     | Malú                                  | Sí                                    | – |
| 28. Oktober 2013 – 3. November 2013 1 Woche | 1                                     | Manuel Carrasco                       | Confieso que he sentido               | – |
| 4. November 2013 – 10. November 2013 1 Woche | 1                                     | Extremoduro                           | Para todos los públicos               | – |
| 11. November 2013 – 17. November 2013 1 Woche | 1                                     | Sergio Dalma                          | Cadore 33                             | Das Album wurde in Mailand aufgenommen und die Adresse des Studios war: Cadore 33.                                               |
| 18. November 2013 – 24. November 2013 1 Woche (insgesamt 6) | 6                                     | Soundtrack                            | Violetta: Hoy somos más               | – |
| 25. November 2013 – 1. Dezember 2013 1 Woche | 1                                     | One Direction                         | Midnight Memories                     | – |
| 2. Dezember 2013 – 8. Dezember 2013 1 Woche | 1                                     | Antonio Orozco                        | Dos orillas                           | – |
| 9. Dezember 2013 – 12. Januar 2014 5 Wochen (insgesamt 6) | 6                                     | Soundtrack                            | Violetta: Hoy somos más               | – |